# Renoncule scélérate
Ranunculus sceleratus
Espèce
Classification phylogénétique
Statut de conservation UICN

 LC  : Préoccupation mineure
La Renoncule scélérate ou renoncule à feuilles de céleri (Ranunculus sceleratus) est une espèce de plantes à fleurs  de la famille des Renonculacées qui pousse dans les prairies humides et au bord des cours d'eau.

## Description

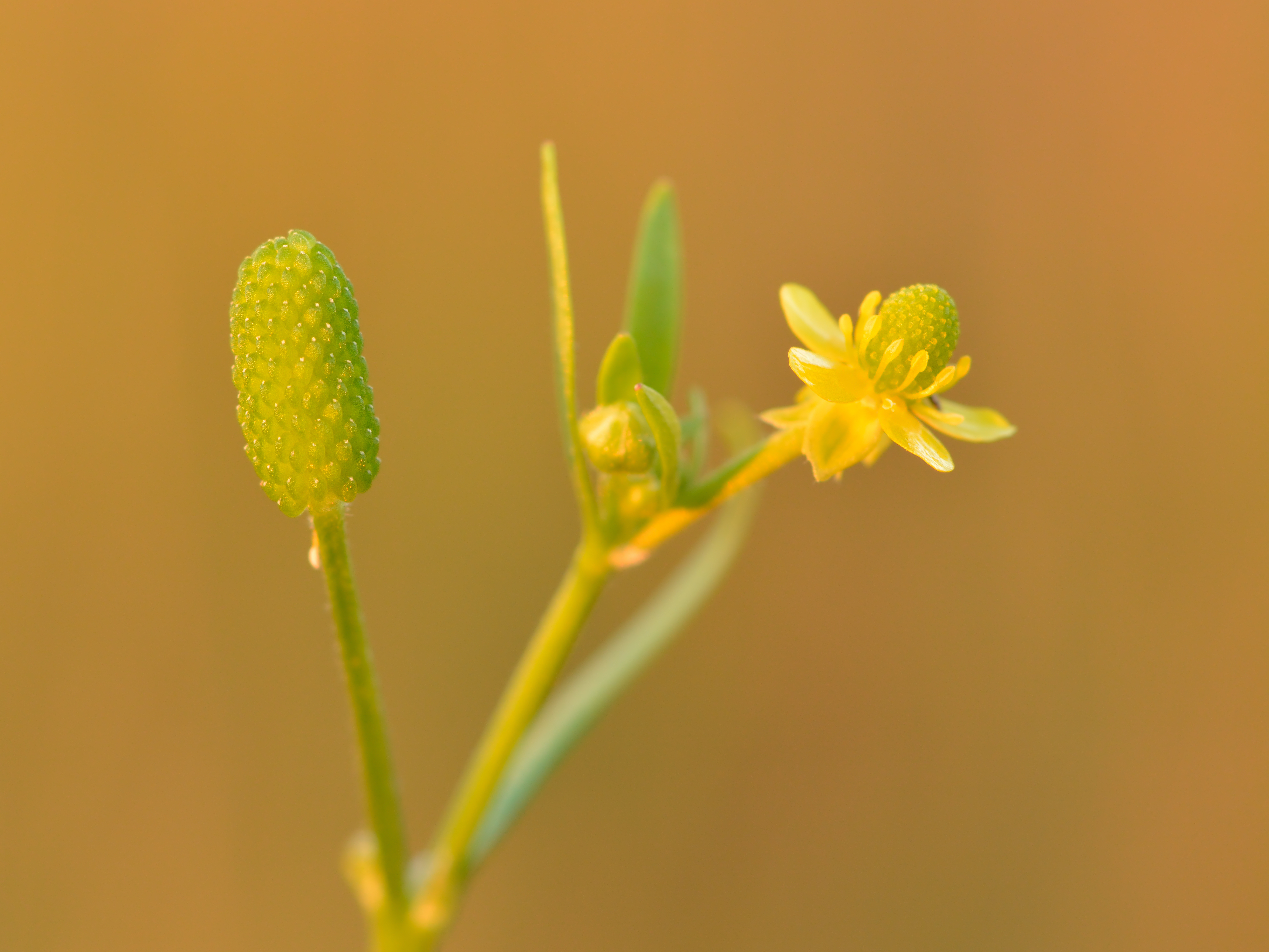
Fleur.

C'est une plante herbacée moyenne (10 à 60 cm) qui se reconnaît notamment à ses petites fleurs jaune-verdâtre et aux infrutescences allongées. Les feuilles sont glabres, assez épaisses, et leur forme rappelle celle des feuilles de céleri. La plante était connue au Moyen Âge comme « céleri du rire » car son ingestion provoquait un rictus sur le visage de la personne empoisonnée. C'est pour cette même raison que de son appellation médiévale de « sardonie » fut dérivé l'adjectif « sardonique ».

### Caractéristiques
- Organes reproducteurs
  - Couleur dominante des fleurs : jaune
  - Période de floraison : mai-octobre
  - Inflorescence : cyme unipare hélicoïde
  - Sexualité : hermaphrodite
  - Ordre de maturation : protogyne
  - Pollinisation : entomogame, autogame
- Graine
  - Fruit : akène
  - Dissémination : hydrochore
- Habitat et répartition
  - Habitat type : friches annuelles hygrophiles eutrophiles pionnières, vasicoles
  - Aire de répartition : holarctique

Données d'après : Julve, Ph., 1998 ff. - Baseflor. Index botanique, écologique et chorologique de la flore de France. Version : 23 avril 2004.

## Composés du métabolisme secondaire
Cette Renoncule contient entre autres de la ranunculine (es) qui se transforme par hydrolyse en proto-anémonine (2,5 % de son poids sec), composé toxique.

## Statuts de protection, menaces
L'espèce est évaluée comme non préoccupante aux échelons mondial, européen et français. En France l'espèce est considérée en danger (EN) en Limousin.